# موسوعة کتاب الله و اهل بیت فی حدیث الثقلین
موسوعة کتاب الله و اهل بیت فی حدیث الثقلین: من الصحاح و السنن و المسانید من مصادر اهل السنه کتابی از سید حسن حسینی رجایی و حسن شکوری است که در سال ۱۳۸۷ منتشر و در مراسم کتاب سال جمهوری اسلامی ایران به‌عنوان کتاب برگزیده معرفی شد.